# Chương trình học bậc tiểu học và trung học thời Việt Nam Cộng hòa
Chương trình học bậc tiểu học và trung học thời Việt Nam Cộng hòa là tổ chức giáo dục hai cấp dưới của nền giáo dục tại Miền Nam Việt Nam dưới vĩ tuyến 17, tồn tại từ năm 1955 đến 1975.

## Tổ chức
Bộ Quốc gia Giáo dục điều hành chương trình học với năm năm tiểu học (lớp 1-5), bốn năm trung học đệ nhất cấp (lớp 6-9) và ba năm trung học đệ nhị cấp (lớp 10-12).

### Tiểu học
Chương trình tiểu học học các môn Việt văn, Đức dục, Công dân, Quốc sử, Địa lý, Toán, Vẽ, Khoa học, và Thể dục. Ngoài ra nữ học sinh thêm môn gia chánh.
Học sinh đi học một tuần năm ngày. Mỗi ngày học bốn tiếng đồng hồ. Năm học thì chia thành hai kỳ "lục cá nguyệt".
Cách cho điểm: tối đa là 10 điểm. So sánh với cách chấm điểm của Mỹ thì 15-18/20 là A; 12-14/20 là B; 8-11/20 là C; 5-7/20 là D; dưới 4 là F.

### Trung học

#### Đệ nhất cấp: lớp 6-9
Lên Đệ nhất cấp tiếp tục học các môn Việt văn, Công dân, Quốc sử, Địa lý, Thể dục và Toán. Ngoài ra hai môn Vẽ và Đức dục thì thay bằng môn Âm nhạc và Ngoại ngữ (sinh ngữ) (tiếng Anh hoặc tiếng Pháp). Khoa học thì định rõ là Vật lý và Hóa học. Học sinh còn có thể chia thêm môn Gia chánh hoặc Thủ công gỗ, Điện và Kim khí tùy theo nam hay nữ.
Tổng cộng học 28-30 giờ một tuần. Xong lớp 9 (đệ tứ) thì học sinh có thể thi bằng trung học đệ nhất cấp. Tỷ lệ đậu khoảng 18,3 đến 43,81% trong thời kỳ 10 năm 1954-1964. Sang thập niên 1970 thì bỏ hẳn kỳ thi này.

#### Đệ nhị cấp: lớp 10-12
Đệ nhị cấp thì học sinh phải chọn trong bốn ban: Vạn vật (Ban A), Toán (Ban B), Văn chương (Ban C), hoặc Cổ ngữ (Ban D). Học sinh còn phải học thêm ngoại ngữ 2 (sinh ngữ) thứ nhì, gọi là sinh ngữ phụ; nếu đệ nhất cấp học tiếng Anh thì nay phải học thêm tiếng Pháp hoặc ngược lại. Riêng ban cổ ngữ thì có thể coi chữ Hán hoặc La Tinh là ngoại ngữ (sinh ngữ) thứ nhì. Năm lớp 12 (đệ nhất) thì bất kể ban nào đều phải thêm môn Triết.
Học xong lớp 11 thì học sinh phải thi Tú tài I, tức bán phần tú tài. Xong lớp 12 thì thi Tú tài II, tức toàn phần tú tài. Kể từ năm 1973 trở đi chỉ thi một kỳ (bỏ kỳ thi Tú tài I, bán phần tú tài) gọi là Tú tài phổ thông bằng hình thức thi trắc nghiệm và được chấm thi bằng máy tính điện tử IBM. Kỳ thi này được tổ chức là một kỳ thi toàn quốc.